# Domænetab
Domænetab er i sproglig sammenhæng en betegnelse for, at et givet sprog ikke længere bruges i en given sammenhæng. Sådanne ændringer følger ofte med ændringer i kulturstrømninger.

## Eksempler på domænetab
- Latin er ikke længere lærdommens sprog – i dag skrives mange videnskabelige artikler på engelsk.
- Engelsk bruges som undervisningssprog på flere danske uddannelsesinstitutioner. Mange uddannelsessteder har ændret titel til engelske navne.
- Engelsk benyttes som koncernsprog i flere internationale firmaer placeret i lande uden engelsk som nationalsprog.

## Konkrete eksempler på ord
- Onboarding om integrering af nye medarbejdere i virksomheder[1]
- Science i stedet for det danske naturvidenskab
- Artificial intelligence - ofte forkortet AI - i stedet for det danske kunstig intelligens (KI)[2]